# Sebastián Herrero y Espinosa de los Monteros
Pour les articles homonymes, voir Espinosa de los Monteros (homonymie) et Espinosa.
Sebastián Herrero y Espinosa de los Monteros (né le 20 janvier 1822 à Jerez de la Frontera en Andalousie, et mort le 9 décembre 1903 à Valence) est un cardinal espagnol du début du XXe siècle.

## Biographie
Le P. Sebastián Herrero est d'abord poète et dramaturge , écrivant notamment García el Calumniador et El Conde Fernán González. Il devient ensuite membre de l'ordre des oratoriens en 1856.
Le P. Herrero est sacré évêque de Cuenca en 1875, transféré à Vitoria en 1880, à Oviedo en 1882, à Cordoue en 1883, et devient enfin archevêque de Valence en 1898. Il publia une collection de poésies religieuses qu'il dédie au pape Leon XIII.
Le pape Léon XIII le crée cardinal lors du consistoire du 22 juin 1903. Il participe au conclave de 1903, lors duquel Pie X est élu pape.

## Source
- Fiche du cardinal sur le site de la FIU